# Animateur audiovisuel
Pour les articles homonymes, voir Animateur.

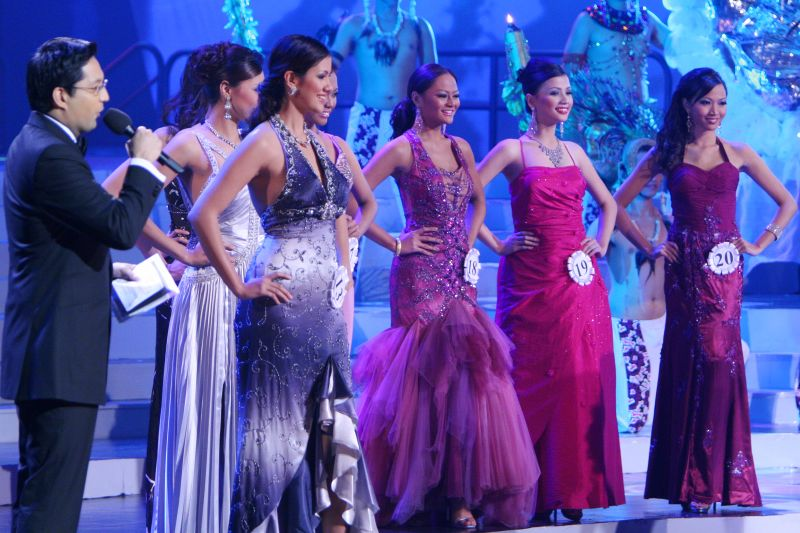
Un animateur présentant un concours de Miss télévisé (ici Miss Philippines 2008).

Un animateur audiovisuel, ou présentateur audiovisuel, est une personne qui présente ou commente une émission de radio, une émission de télévision ou un événement, une manifestation sur internet. Les commentaires peuvent être critiques, calomnieux, animés ou empreints de cordialité. Ils touchent à tous les domaines de l'activité humaine : guerre, économie, art, journalisme, etc.